# Antoni Sivera
Antoni Sivera est un footballeur international andorran né le 13 avril 1978 qui évolue au FC Santa Coloma au poste de milieu de terrain défensif.

## Biographie
Lors de la saison 2005-2006, avec son compère de la sélection andorranne José Manuel Ayala, il signe dans le club ariégeois de l'US Luzenac en CFA français.
Toni Sivera est connu en Andorre pour avoir touché la transversale du but de Grégory Coupet lors du match amical contre la France en préparation de l'Euro 2004 au Portugal le 28 mai 2004 et alors que les Bleus n'encaissaient pas de but depuis dix matchs.

## Carrière
- 2001 - 2004 : FC Santa Coloma  Andorre
- 2005 - 2006 : US Luzenac  France
- 2006 - 2007 : FC Santa Coloma  Andorre
- Depuis 2007 : FC Campello  Espagne[1]